# Anastasia Romanovna
Anastasia Romanovna Zakharjina-Jurieva (ryska: Анастаси́я Рома́новна), född 1530, död 7 augusti 1560 i Kolomenskoje i Tsarryssland, var en rysk tsaritsa som maka till Ivan IV. Hon var den första som bar titeln "tsaritsa". Anastasias brorsons son Mikael I blev 1613 den första tsaren av ätten Romanov.

## Biografi

### Tidigt liv
Anastasia var dotter till bojaren Roman Jurievitj Zakharjin-Juriev, Okolnichi (död 1543) och Uliana Ivanovna (död 1579). 

### Giftermål
Hon utvaldes till tsarens brud genom en stor brudvisning i Kreml i Moskva 1547, dit de ryska bojarerna hade fått order att visa upp sina döttrar för att tsaren skulle kunna välja sig en brud bland dem; det ska ha kommit mellan 500 och 1 500 brudar till denna visning. Vigseln ägde rum 3 februari 1547. 

### Tsaritsa
Äktenskapet beskrivs som lyckligt, och Anastasia ska enligt traditionen ha utövat ett förmildrande inflytande över Ivan. Hon beskrivs som vacker, dygdig, from och klok, och ska med sin diplomatiska förmåga ha kunnat utöva en dämpande effekt på Ivans handlingar. Hon ska inte direkt ha tagit del av regeringen, förutom att hon var inblandad i en konflikt med prästen Sylvester, som jämförde henne med den romerska kejsarinnan Aelia Eudoxia som förföljde Johannes Chrysostomos. Paret fick sex barn, men endast två blev äldre än några år.

### Död och efterspel
Anastasia insjuknade 1559, samtidigt som Ivan ska ha varit otrogen mot henne. Vid hennes död 1560 misstänktes hon ha blivit förgiftad. Ivan genomgick en kollaps, anklagade den ryska adelns bojarer för att ha förgiftat henne i en sammansvärjning och avrättade flera av dem för mordet på henne. Undersökningar av hennes skelett har visat på höga halter av kvicksilver, men det är inget bevis på mord eftersom det även användes flitigt inom dåtida kosmetik och medicin.

### Fotnoter
1. ↑  Derbyshire, David (14 mars 2001). ”Mercury poisoned Ivan the Terrible's mother and wife” (på engelska). Telegraph.co.uk. http://www.telegraph.co.uk/news/worldnews/europe/russia/1326387/Mercury-poisoned-Ivan-the-Terribles-mother-and-wife.html. Läst 18 augusti 2017.